# Glosar de biologie
Prezentul glosar de biologie conține termeni generali din domeniul biologiei, microbiologiei și embriologiei.
Pentru termeni din domenii particulare ca: botanică, zoologie, medicină, vezi glosarele din categoria Glosare de biologie.

## A

### Aa - Ac
- abacterian - lipsit de bacterii.
- abiogen - care este lipsit de viață sau care are loc în absența materiei vii; vezi și abiotic.
- abiogeneză:

- proces natural prin care viața se naște din compuși organici simpli;
- teorie care susține că viața este originară din materia anorganică și care a condus la teoria generației spontane (astăzi depășită); vezi și arhebioză.
- abiologie - disciplină care are ca obiect studierea elementelor lipsite de viață.
- abioseston - totalitatea componentelor moarte dintr-un seston; seston abiotic; tripton.
- abiotic:

- care se opune vieții; care este lipsit de viață; incompatibil cu viața; vezi și abiogen;
- factor care nu are legătură cu organismele vii, cum ar fi Soarele, apa, clima pentru un ecosistem.
- abiotrofie - termen general indicînd modificări tisulare, degenerative, de origine genetică sau provocate de lipsa factorilor nutritivi, care determină slăbirea capacității de adaptare-apărare, scăderea vitalității unui organism sau a unui organ.
- abioză - suspendarea temporală a vieții unui organism; vezi și: anoxibioză, anhidrobioză.
- absorbție - funcție a celulei prin care apa, substanțele minerale sau organice pătrund în aceasta.
- acantologie - disciplină care se ocupă cu studiul formațiilor spinoase.
- acariobiont:

-  (celulă) care este lipsită de nucleu; sinonim: acariot;
- nucleu neconstituit încă în plasma celulară.
- acariot - vezi acariobiont.
- accident biologic - eliberarea necontrolată, în mediul înconjurător, a unuia sau mai multor microorganisme (enzime, bacterii, agenți patogeni), pe timpul producerii, stocării sau al transportului acestora și care pot genera îmbolnăvirea (infestarea) în masă a populației, animalelor etc.
- acelular - (despre organisme, structuri vii) care nu conține celule.
- acetobacter - bacterie nepatogenă care transformă alcoolul în acid acetic.
- acidorezistență - proprietate a unor bacterii de a rezista la acțiunea decolorantă a acizilor.
- aclimatizare - adaptarea treptată a plantelor și animalelor la noile condiții ale mediului înconjurător și cu deosebire la condițiile climatice.
- acmee - cea mai evoluată fază de adaptare în filogenie și ontogenie.
- acromatic - (despre constituenți celulari) necolorabil.
- acromatină - substanță fundamentală necolorabilă din nucleul celular.
- acrozom - structură situată în partea anterioară a spermatozoidului, care are drept scop digerarea membranei ovulului, facilitând fecundația.
- actină - proteină contractilă ce formează filamentele subțiri de la nivelul sarcomerului.
- Actinobacillus - gen de bacterie aerobă, imobilă, Gram-negativă, care este în mod caracteristic sferică sau sub formă de bacil, dar ocazional crește în filament ramificate; produce boli la animale, care pot fi transmise și la om.
- actinobiologie - ramură a biologiei care se ocupă cu studiul efectelor radiațiilor asupra organismelor.
- actinomicetale - ordin de bacterii care, prin aspectul lor ramificat, amintesc de ciuperci (bacilul tuberculozei, leprei, difteriei).
- actinomicete - grup de microorganisme (Actinomyces) cu caractere intermediare între bacterii și ciupercile inferioare; dintre care unele sînt patogene pentru om și animale, iar din altele se produc antibiotice.
- actinotactism - reacție a unor organisme unicelulare față de radiațiile luminoase.
- acvaporine - grup de proteine ale membranei celulare (eritrocitare, renale etc), care constituie canale pentru transportul pasiv al apei și al unor molecule organice mici.
- acvatic:

- mediu ~ - apa ca mediu de viață;
- organism ~ - organism care populează mediul acvatic.

### Ad - Af
- adamantoblast - celulă care produce țesutul adamantin (a cărei funcție esențială este formarea matricei smalțului dentar); ameloblast.
- adaptare - capacitatea unui organism de a se modifica în raport cu condițiile de mediu și prin care devine mai apt de a îndeplini funcțiunile sale.
- adaptaționism - curent al evoluționismului care încearcă să explice toate fenomenele prin procese de selecție naturală.
- adelfofagie - absorbție normală a unuia sau a mai mulți embrioni animali ori vegetali de către cel mai dezvoltat dintre ei.
- adelfogamie - unire a două organe sau celule generate de același individ.
- adelfotaxie - tip de citotropism cu atragerea reciprocă a zoosporilor liberi.
- adenoblast - celulă embrionară din care se dezvoltă țesutul glandular.
- adenovirus - grup mare de virusuri care provoacă adenoviroze, cu afinitate specială pentru mucoasa conjunctivală, faringiană și țesutul limfatic.
- adeziune - concreștere a două organe de natură diferită.
- adult - (ființă, organ) care și-a încheiat procesul de creștere și a ajuns la maturitate, în stadiul de a se reproduce.
- adipocit - celulă animală ce conține lipide; alte denumiri: celulă grasă, lipocit.
- aduncat - (despre organe) curbat spre interior, cu aspect de cârlig; sinonim: adune.
- adune - vezi aduncat.
- adventiv - (despre specii) care pătrunde accidental într-o anumită biocenoză.
- aerob:

- (despre procese biologice) care se desfășoară doar în prezența oxigenului;
- (despre microorganisme) care au nevoie pentru activitatea lor vitală de oxigen liber molecular din mediul extern.
- aerobacter - gen de bacterii aerobe, larg răspândite în natură.
- aerobiologie - ramură a biologiei care se ocupă cu studiul microorganismelor din aer (polen, microbi etc).
- aerobionte - organisme cu viața condiționată de folosirea oxigenului liber din atmosferă; sinonim: oxibionte.
- aerobioză - formă de viață în care energia necesară proceselor vitale rezultă din respirație prin reacții de oxidare cu participarea oxigenului din aer.
- aerogen - (despre bacterii) care descompune unele substanțe solide sau lichide în substanțe gazoase.
- aeromorfoză - totalitatea modificărilor morfoanatomice sub acțiunea factorilor atmosferici.
- aeroplancton - totalitatea organismelor foarte mici (spori ai bacteriilor și ciupercilor, unele alge și ciuperci microscopice, polen provenit de la plantele superioare) care se găsesc suspendate în atmosferă.
- aerotactism - formă de chemotactism prin care microorganismele se orientează sub influența repartiției inegale a oxigenului.
- aerotaxie - mișcare de orientare a microorganismelor din apă în funcție de repartizarea oxigenului.
- afinitate:

- relație existentă între indivizii unui grup animal sau vegetal pe baza unei asemănări a caracterelor morfologice, biologice și genetice;
- forța de legătură între antigen și anticorp.
- afotic - biotop în care lumina solară nu pătrunde și unde plantele verzi nu se pot dezvolta.

### Ag - Am
- agam - care este capabil a se înmulți fără fecundație; sinonim: asexuat.
- agamet - element de reproducere asexuat.
- agamie - tip de înmulțire asexuată care nu implică un proces de fecundație.
- agamocit - celulă reproducătoare asexuată.
- agamogeneză - reproducere asexuată; sinonim: agamogonie.
- agamogonie - vezi agamogeneză.
- agamont - individ format pe cale asexuată.
- agamospecie - specie care se reproduce asexuat.
- agamospor - celulă reproducătoare rezultată pe cale asexuată.
- agamotrop - care nu prezintă mișcări de atracție reciproce între gameții conjugați.
- agenezie:

- defect de dezvoltare a unui țesut sau a unui organ prin afectarea embrionului din cauza unei anomalii a mesajului ereditar sau a unei embriopatii;
- incapacitate de reproducere biologică; sterilitate.
- agent patogen - microorganism sau macroorganism care determină apariția unui proces patologic într-un alt organism (de exemplu: microbii, virusurile, paraziții); vezi și vector biologic.
- agenți biologici de deteriorare - organisme care distrug diferite materiale: produse alimentare, construcții, obiecte de artă; exemple: algele, ciupercile, mușchii și lichenii care se instalează pe clădiri, termitele cariile care deteriorează lemnul etc.
- aglutinare - alipire a bacteriilor, hematiilor și a altor celule.
- aglutinină - substanță specifică fiecărui individ, de tipul anticorpilor, care apare în sistemele reticular și limfocitar, în urma administrării de vaccinuri sau a unor infecții naturale, și care permite aglutinarea specifică a agentului patogen (în cazul bolilor infecțioase).
- aglutinogen - substanță de natură proteică, conținută și în globulele roșii, care, introdusă în organism, determină alipirea și precipitarea acestor globule, stimulând producerea de aglutinină (v. și grupă sanguină).
- aglutinoscop - aparat pentru observarea fenomenului de aglutinare a bacteriilor sau a unor componenți celulari, sub influența aglutininei din serul sangvin.
- agonadism - lipsa congenitală a gonadelor.
- agranulocit - leucocit fără granulații.
- agresiune:

- componentă esențială a modului de viață a animalelor;
- acțiune exterioară care primejduiește echilibrul și integritatea unui sistem viu; stres.
- agresivitate - însușire a agenților patogeni de a ataca organismele.
- agriotip - tip ancestral al unei specii; tipul cel mai frecvent dintr-o populație.
- alantoidă - una dintre anexele embrionare la animalele amniotice și care îndeplinește funcția de respirație, secreție, nutriție a embrionului.
- albinism - anomalie congenitală care constă în absența unor pigmenți din piele, păr, pene, solzi etc.
- alelotropism - atracție reciprocă între două celule sau două organisme.
- alergen - substanță de natură proteică care provoacă stări alergice.
- alexină - grup de proteine plasmatice, care intervin în reacțiile imunologice.
- algobacterii - bacterii acvatice autotrofe, înrudite cu cianoficeele.
- aliment - produs în stare naturală sau prelucrat, care conține substanțe nutritive necesare organismului pentru întreținerea activității vitale.
- alimentație - proces de introducere în organism a substanțelor nutritive pentru formarea și reînnoirea țesuturilor și a organelor corpului, precum și ca sursă de energie.
- alobioză - schimbare a modului de viață a unui organism odată cu modificarea condițiilor de mediu.
- alohton - termen referitor la speciile de animale și plante care provin din alte zone față de locul în care au fost găsite.
- aloiogeneză - ciclu evolutiv care se caracterizează prin alternarea de generații.
- alopatric - (despre specii, populații) cu areal distinct.
- aloritmie - ritm inegal în diviziunea celulelor sau în dezvoltarea organismelor unicelulare.
- alotrofic - (despre organisme) care folosește substanțe organice sintetizate de alte organisme.
- alternare de generații - succesiune regulată a unei generații sexuate cu alta asexuată.
- amaril, virus ~ - virusul care provoacă febra galbenă.
- ameloblast - vezi adamantoblast.
- amensal - (despre organisme) care este inhibat în creștere de o altă specie.
- amfibiu (sau amfibiont) - (animal, plantă) cu viața terestră și acvatică.
- amfigamie - fuziune a două celule sexuate din care rezultă nuclei conjugați.
- amfigen - care are origine dublă.
- amfigenetic - care a rezultat prin amfigeneză.
- amfigeneză - formă de înmulțire sexuală, caracterizată prin faptul că gameții masculi și femeli care se contopesc sunt produși de indivizi separați; sinonim: amfigonie.
- amfigónie - vezi amfigeneză.
- amfimixie - reproducere sexuată în care zigotul se formează prin contopirea gameților materni și paterni; sinonim: cariomixie.
- amfiplasmă - plasmă încă neseparată în nucleu și citoplasmă, prezentă la bacterii și cianoficee.
- amfitochie - formă de partenogeneză în care din ovulul fecundat pot rezulta indivizi de ambele sexe.
- amfitrop - (despre ovule, embrioane) care este curbat în formă de potcoavă.
- amfofil - (despre celule) care prezintă afinitate egală pentru coloranți acizi sau bazici.
- amfogen - (despre organisme) care produce descendenți de ambele sexe.
- amfotrop - (despre virusuri) care este capabil să infecteze celulele din organismul oricărei specii.
- amibocit - celulă animală sau vegetală care prezintă caracterele amibelor.
- amiboid - care amintește de amibă și de comportarea acesteia.
- amicrobian - care nu conține microbi.
- amicroscopic - care nu poate fi văzut nici cu microscopul.
- amilobacter - bacterie anaerobă care atacă amidonul, zahărul și celuloza, producând acidul butiric.
- amitoză - diviziune directă a celulelor prin strangulare, înmugurire etc., fără apariția cromozomilor; sciziparitate.
- amixie - reproducere a unui organism pe cale asexuată (amitoză, înmugurire), caracteristică speciilor inferioare.
- amnios - una dintre anexele embrionare întâlnite la majoritatea vertebratelor (reptile, păsări, mamifere) și la unele nevertebrate (insecte); cavitatea amniotică conține lichidul amniotic, care are rolul de protecție a fătului.
- amorfism - stare a organismelor care, prin degenerescență, și-au pierdut forma specifică.

### An - Az
- anabioză - reducere a activităților vitale la unele organisme în condiții neprielnice de viață, prin hibernare (sinonime: criptobioză, biostază).
- anacrobiont - organism anaerob.
- anaerobe - organisme (unele bacterii, infuzori ciliari, moluște) capabile să trăiască în absența oxigenului molecular liber.
- anaerobioză - formă de viață a unor organisme trăiesc într-un mediu lipsit de oxigen molecular liber și în care energia necesară proceselor vitale rezultă din fermentații (sinonim: anoxibioză).
- anafază - a treia fază a diviziunii celulare prin mitoză, în cursul căreia cromozomii se dedublează, se separă și se dirijează de fiecare pereche cîte una, spre fiecare din polii celulei.
- anageneză - evoluție progresivă a unei specii.
- anamorfism - metamorfoză produsă în urma schimbării condițiilor de creștere.
- anandrie - lipsă sau pierdere a caracterelor sexuale masculine.
- anastrofă - perioadă cu modificări rapide în formarea organismelor, în filogenie.
- anavirus - inframicrob devenit inactiv patologic sub acțiunea căldurii sau formolului, dar care își menține calitățile antigenice.
- androsteril - mascul steril, lipsit de capacitatea de a forma gameți masculi.
- androtip - exemplar tipic mascul al unei specii.
- anhidrobioză - stare de deshidratare a unor organisme, animale sau vegetale, care se află în viața latentă; vezi și abioză.
- animalcul:

- vietate extrem de mică, observabilă numai la microscop;
- denumire veche pentru spermatozoid.
- animaliculism - concepție metafizică din secolele al XVII-lea și al XVIII-lea, care considera că în spermatozoid (numit pe atunci animalicul spermatic) există dinainte viitorul organism (sinonim: spermatism; vezi și preformism).
- anizospori - spori diferențiați morfologic și fiziologic.
- anizotonic - (despre soluții) care nu este în echilibru molecular cu mediul.
- anizotropie - însușire a unui organ de a reacționa diferit la excitații externe; sinonim: eolotropie.
- anoxibioză - vezi anaerobioză.
- ansă - fir de platină sau de nichelină, în formă de laț sau de ac, care, aplicat la un mâner, servește la recoltarea sau însămânțarea microorganismelor.
- antagonism- simbioză avantajoasă numai unuia dintre simbionți.
- antagonism microbian - tip de relații între două sau mai multe specii de microorganisme, prin care una dintre specii împiedică dezvoltarea celorlalte, cu care este asciată; sinonim: antibioză.
- antianticorp - anticorp capabil să interacționeze cu proteinele plasmatice și, prin urmare, cu anticorpii.
- antibacterian - substanță cu acțiune bactericidă sau bacteriostatică.
- antibiogramă - analiză de laborator care arată gradul de rezistență sau de sensibilitate a unor microbi la acțiunea unuia sau a mai multor antibiotice.
- antibiotic - substanță organică produsă de anumite microorganisme sau obținută prin sinteză, care are proprietatea de a opri dezvoltarea microbilor (bacteriostatic) sau de a-i distruge (bactericid).
- antibioză - antagonism microbian care se bazează pe elaborarea de antibiotice.
- anticărbunos - (despre seruri, vaccinuri) folosit pentru prevenirea și combaterea antraxului.
- anticlinal - plan de diviziune celulară perpendicular pe axul central.
- anticoncepțional - agent care împiedică fecundarea ovulului de către spermatozoid, deci care împiedică graviditatea.
- anticorp - substanță proteică din serul sanguin rezultată în urma reacției organismului față de un antigen (vezi și imunitate, reacție antigen-anticorp).
- antigen - substanță, care, introdusă în organism, provoacă apariția unor substanțe contrare, numite anticorpi (vezi și reacție antigen-anticorp).
- antiglobulină - globulină din serul sangvin care acționează ca un anticorp împotriva unei alte globuline care se comportă ca un antigen.
- antiser - ser obținut din sângele unui animal injectat cu o bacterie fitopatogenă sau cu un virus și care cuprinde anticorpii formați sub influența directă a acestora; servește la identificarea bolilor provocate de agentul patogen respectiv (sinonim: ser specific).
- antitoxină:

- anticorp specific pentru o anumită toxină;
- antiser purificat, obținut prin imunizarea unor animale cu toxine sau veninuri, și utilizat terapeutic ca mijloc de imunizare pasivă contra infecțiilor cu agenți toxici.
- antropobiologie - ramură a biologiei care studiază specia umană și maimuțele antropoide.
- antropocor - (despre plante sau animale) care este răspîndit de către om sau prin intermediul mijloacelor create de acesta.
- antropofil - (despre o plantă sau un animal) care crește pe lângă așezările omenești.
- antropogeneză (sau antropogenie):

- ramură a antropologiei care se ocupă cu studiul originii, evoluției și dezvoltării speciei umane;
- proces al apariției și evoluției omului ca specie.
- antropografie - știință care se ocupă cu studiul trăsăturilor fizionomice specifice raselor și tipurilor umane.
- antropologie - știință care se ocupă cu studiul originii, evoluției și varietății biologice a omului, în corelație cu condițiile naturale, socioeconomice și culturale.
- antropologie fizică (sau biologică, somatică) - știință care se ocupă cu studiul variațiilor, în timp și spațiu, ale caracteristicilor morfologice ale omului, îndeosebi prin măsurători ale oaselor; sinonim: antropometrie.
- antropometrie - vezi antropologie fizică.
- antropomortoză - totalitatea modificărilor morfologice în procesul de antropogeneză.
- antropoștiință - denumire generică pentru diferite ramuri ale antropologiei.
- anuclear - (despre eritrocite) care este lipsit de nucleu.
- anucleat - (celulă) care este lipsită de nucleu.
- anulocit - eritrocit subțire, în formă de inel.
- apărare imunitară - capacitate a unui organism de a se proteja prin intermediul sistemului imunitar.
- apomictic - care prezintă apomixie.
- apomixie - înmulțire fără fecundație la organisme cu diferențiere sexuală, realizată prin agamospermie, donare sau transplantare; apogamia și partenogeneza sînt cazuri de apomixie.
- apomorf - (despre organisme) care rezultă din diviziunea unei anumite specii.
- apospermie - reproducere fără fecundare sau fară semințe, pe cale vegetativă.
- apoziție - creștere în grosime a membranelor celulare prin depunere succesivă de noi straturi.
- arahnoideu - care este asemănător pânzei de păianjen.
- arbovirus - termen generic pentru un grup de virusuri transmise prin înțepăturile artropodelor hematofage (țânțari, căpușe), în organismul cărora virusurile se multiplică.
- areal - arie de răspândire a unei specii, a unui gen sau a unei alte categorii taxonomice de plante sau de animale (sinonim: arie de răspândire sau de repartiție).
- argentafin - (despre celule) care se colorează prin sărurile de argint.
- arhebacterii - grup de procariote care prezintă un metabolism adaptat condițiilor ce au existat pe Pământ în perioada apariției vieții.
- arhebioză - originea vieții pe Pământ; vezi și abiogeneză.
- arheobacterie - organism procariot capabil să trăiască în condiții extreme de temperatură sau de salinitate, considerat ca formă primordială în evoluție (Archaeobacteria).
- arie de răspândire (sau de repartiție) - vezi areal.
- aromorfoză - complex de modificări morfologice cu rol preponderent în procesul evoluției filogenetice.
- artefact - imagine falsă (produsă uneori artificial) care apare în preparatele histologice din cauza unor tehnici defectuoase de fixare sau de colorare (pe lama microscopului), în cazul unui examen de laborator sau al unor experimente.
- arvicol - (despre plante, animale) care crește sau trăiește pe câmp.
- asexuat - organism care nu are caractere de apartenență la unul dintre sexe și care se reproduce vegetativ sau partenogenetic (vezi și: agam, reproducere).
- asociație - grup de plante (sau de animale), format din mai multe specii caracteristice unui anumit mediu de viață, care ocupă un anumit areal.
- aspergil - mucegai care se dezvoltă pe substanțe dulci.
- aster - formație filamentoasă cu aspect radiant care înconjoară centrosfera unei celule; altă denumire: astrosferă.
- astrobiologie - știință care se ocupă cu studiul vieții de pe alte planete ale Universului.
- astrosferă - vezi aster.
- astrobiologie - știință care se ocupă cu studiul vieții de pe alte planete; sinonim: exobiologie.
- autoanticorp - anticorp produs de organism (în cazuri patologice) direcționat împotriva propriilor celule sau țesuturi.
- autoantigen - antigen propriu organismului care stimulează formarea de anticorpi împotriva sa (autoanticorpi) în organismul căruia îi aparține.
- autoconservare - comportament, aproape universal în rândul organismelor vii, care asigură supraviețuirea unui organism.
- autodigestie - digestie a unui țesut dintr-un organ sub acțiunea secreției proprii.
- autofagie - consumare a propriilor țesuturi ale unui organism supus inaniției.
- autofagocitoză - absorbție și distrugere a celulelor de către fagocitele propriului organism.
- autofecundare - fecundare rezultată în urma unirii a două elemente sexuale provenite de la unul și același individ, la unele plante și specii inferioare de animale.
- autogamie - autofecundare care constă în unirea a două nuclee ce se formează în aceeași celulă; se întâlnește la organismele monocelulare (alge, amibe etc.).
- autogeneză - teorie susținută de naturalistul Haeckel, care absolutizează acțiunea factorilor interni ereditari în dezvoltarea individului, negând rolul mediului ambiant.
- autohton - (despre organisme, specii, populații) care s-a format și s-a dezvoltat pe teritoriul în care trăiește și în prezent.
- autoimun - care este dirijat împotriva țesuturilor propriului organism; (despre organisme) care prezintă imunitate.
- autoimunitate - proces patologic care constă în producerea de anticorpi îndreptați împotriva propriilor constituenți ai organismului.
- autoimunizare - producere de anticorpi față de substanțele propriului organism.
- autoliză:

- degradare a celulelor și a țesuturilor din plante și din animale sub acțiunea enzimelor proprii;
- distrugere a celulelor de către serul sangvin propriu.
- autoorganizare - caracteristică logică a sistemelor evolutive (cum ar fi cele biologice) de a-și elabora noi forme de organizare, noi metode sau structuri interne.
- autoreplicare - proprietate a unei celule de a da naștere unei noi celule identice.
- autoreproducere - însușire caracteristică materiei vii, prin care organismele își asigură urmași în mod automat.
- autotrof - organism capabil să-și sintetizeze substanța organică necesară, utilizând ca hrană substanțe anorganice (dioxid de carbon, săruri minerale, apă).
- autotrofie - mod de hrănire specific organismelor autotrofe.
- autovaccin:

- vaccin preparat din culturi ale unuia sau mai multor microbi recoltați din corpul pacientului, căruia îi va fi administrat pentru a obține o cât mai bună imunizare;
- injectare cu sânge venos sau ser sangvin, făcută bolnavului de la care s-a recoltat, cu scopul de a-i mări imunitatea.
- auxologie - știință despre creșterea organismelor.
- avirulent - (despre unii germeni patogeni) care este lipsit de virulență.
- azoic - (despre medii) care este lipsit de viață animală.
- azotobacter(ie) - bacterie aerobă care trăiește în sol și este capabilă să fixeze azotul atmosferic, transformându-l în azot organic.

## B

### Ba - Be
- bacil - denumire pentru bacteriile în formă de bastonaș și care pot prezenta izolați, grupați câte doi (diplobacili) sau în lanț (streptobacili); unele pot fi saprofite (Bacillus subtilis, Bacillus mycoides) sau patogene (Bacillus anthracis).
- Bacillus - gen de bacterii Gram-pozitive din familia Bacillaceae⁠(d), care au formă de tijă (alungite și cilindrice); exemple: Bacillus subtilis⁠(d) (folosit în cercetare și biotehnologie), Bacillus cereus (asociat cu toxiinfecții alimentare⁠(d)), Bacillus anthracis (agentul patogen al antraxului).
- bacilul Koch - bacterie care cauzează tuberculoza.
- bacterie - denumire generală pentru microorganismele monocelulare, care nu aparțin nici regnului animal, nici regnului vegetal, ci grupei protistelor procariote și au diferite forme: sferice (coci), cilindrice (bacili), spiralate (vibrioni și spirili).
- bacterii patogene - bacterii care produc diferite boli (exemple: tuberculoza, dizenteria, difteria).
- bacteriofag - microorganism care are proprietatea de a dizolva bacteriile, fiind foarte util în medicină.
- bacterioliză - procedeu de dizolvare a becteriilor prin modificări fizico-chimice ale protoplasmei, sub acțiunea anticorpilor specifici, a bacteriofagilor sau a unor substanțe chimice.
- bacteriolizină - tip de fermenți proteolitici capabili să producă dizolvarea bacteriilor; de obicei se găsește în serul sanguin imun.
- bacteriologie - știință care se ocupă cu studierea bacteriilor, urmărin morfologia, evoluția, sistematica, fiziologia și biochimia acestora.
- bacteriostatic - agent fizic sau chimic care oprește dezvoltarea microbilor fără a-i nimici (vezi și antibiotic).
- Bacteroides - gen de bacterii Gram-negative, cel mai frecvent imobile, anaerobe, în forma de bastonaș, prezente în special în tractul digestiv și uro-genital la mamifere, și la nivelul cavității bucale, în particular, în placa dentară (în bolile periodontale).
- barofob - (despre organisme) care trăiește în medii de viață cu presiuni atmosferice scăzute.
- barotaxie - sensibilitate a organismelor la modificările presiunii mediului în care trăiesc.
- barotropism - reacție a materiei vii la modificările de presiune.
- Bartonella - gen de microorganisme baciliforme sau rotunde, frecvent considerate rikettsii, ce parazitează globulele roșii și celulele sistemului limfatic, splina, ficatul și rinichii; sinonim: Haemobartonella.
- batimetrie - distribuție pe verticală a organismelor care trăiesc într-un anumit mediu.
- batiplancton - plancton din zonele marine de mare adâncime.
- bazigamie - fecundație la care tubul polinic pătrunde în sacul embrionar prin regiunea șalazei.
- bazofil - (despre celule) care fixează coloranții bazici (exemple: leucocită bazofilă, granulocit bazofil).
- bazofilie:

- creșterea peste normal a numărului de bazofile în sângele circulant, care poate să apară în diferite boli de sânge;
- proprietate a structurilor microscopice de a prezenta afinitate pentru coloranții bazici.
- bănuț - germenul oului fecundat.
- BCG - (bacilul Calmette-Guérin) tulpină de bacil tuberculos care și-a pierdut capacitatea de a produce tuberculoză, dar își păstrează activitatea antigenică, fiind utilizat pentru prepararea vaccinului împotriva acestei boli.
- bental, bentic - vezi bentonic.
- bentofag - (despre organisme) care se hrănește cu viețuitoare bentonice.
- bentonic - (despre animale sau plante) care trăiește pe fundul apelor; alte denumiri: bental, bentic.
- bentos - comunitate de plante și animale de pe fundul bălților, lacurilor, mărilor și oceanelor. și care constituie hrana de bază a multor pești.
- betaglobulină - una din cele patru fracțiuni proteice globulinice care se separă la electroforeză, reprezentând, în mod normal, 9-15% din proteinele plasmatice.

### Bi - Bz
- bilicultură - însămânțarea bilei recoltate steril, prin tubaj duodenal, în medii de cultură adecvate în vederea depistării unor agenți microbieni.
- binucleat - (despre celule) care are două nuclee.
- bioactiv - (despre substanțe) care prezintă un efect sau care declanșează un răspuns la nivelul țesuturilor vii.
- bioacustică - ramură a biofizicii care se ocupă cu producerea, structura și funcția semnalelor acustice la organismele vii.
- bioblast - substanță ipotetică vie, componentă fundamentală a citoplasmei; celulă capabilă să trăiască independent.
- biocarburant - combustibili lichizi sau gazoși pentru transport, produși din biomasă.
- biocenometru - dispozitiv pentru colecționarea de nevertebrate mici din ierburi.
- biocibernetică - ramură a ciberneticii care studiază procesele biologice ca manifestări ale unor sisteme informaționale cu autoreglare, folosind metode matematice; altă denumire: cibernetică biologică.
- biociclu:

- ciclu de viață evolutiv al unui organism;
- totalitatea transformărilor ciclice din natură implicând toate organismele vii.
- biocinetică - știință care se ocupă cu studiul mișcării organismelor vii.
- biocoloid - substanță coloidală prezentă în celulele și țesuturile vii.
- biocomunicație - comunicație în domeniul biologic.
- biocosmetică - cosmetică în care tratamentul este de tip biologic.
- biocronologie - știință care studiază viața în funcție de timp.
- biodegradabil -  (despre materiale, produse industriale etc) care se degradează, se descompune sub acțiunea unor agenți biologici sau, în cazul compușilor organici, prin acțiunea unor enzime.
- biodegradare:

- proces de descompunere, de distrugere a unui compus organic biodegradabil;
- serie de procese prin care sistemele vii transformă substanțele chimice în compuși mai puțin nocivi pentru mediu.
- biodeteriorare - degradare a documentelor de arhivă, a clădirilor etc. sub acțiunea factorilor biologici.
- biodinamică - studiul dinamicii funcțiilor organice vitale ale ființelor.
- bioeconomie - termen care se referă la aplicarea sociobiologiei în domeniul economiei și care mai este utilizat pentru a defini domeniul economiei resurselor naturale regenerabile.
- bioelectronică - parte a biologiei moleculare care se ocupă cu studiul acțiunilor electrice între moleculele celulelor și cele ale substanțelor care intervin în metabolismul celular.
- bioetică - știință care are drept obiect studiul și examenul sistemic al comportamentului uman în domeniul științelor vieții și ale sănătății, analizat în lumina valorilor și principiilor morale, stabilind reguli și principii, precum respectul vieții și respectul autodeterminării persoanei (interzicerea comercializării corpului uman și a traficului de organe, a publicității asupra donatorilor, a comerțului cu embrioni și gameți).
- biofag - care se hrănește cu organisme vii.
- biofenomenologie - știință care se ocupă cu studiul fenomenelor vieții.
- biofil - (despre viețuitoare) care se dezvoltă pe organisme vii; (despre elemente chimice) care se concentrează în corpul viețuitoarelor.
- biofilaxie - ansamblu de mecanisme defensive ale organismului.
- biofilie - dragoste de viață; instinct de conservare.
- biofite - microorganisme care nu produc tulburări organismelor-gazdă.
- biofizică - știință de graniță, ramură a biologiei, care se ocupă cu studiu fenomenelor biologice utilizând principiile, conceptele, metodele și tehnicile fizicii.

- biofizică celulară - ramură interdisciplinară a biofizicii care studiază procesele fizice și mecanismele moleculare ce stau la baza funcționării celulelor, examinând structura, dinamica și interacțiunile componentelor celulare pe baza unor principii și metode din fizică, chimie și matematică.

- biofotogeneză - vezi bioluminescență.
- biogenetică - știință care se ocupă cu studiul apariției și evoluției vieții; biogenie.
- biogeneză:

- teorie conform căreia orice organism provine dintr-un alt organism similar, opunându-se teoriei generației spontane;
- crearea unui organism viu.
- biogenie - vezi biogenetică.
- biognoză - studiul cunoașterii proceselor care au loc în materia vie.
- bioinformatică - totalitatea mijloacelor tehnice utilizate pentru cercetarea fenomenelor biologice; informatică biologică.
- bioinformație - informație din sistemele biologice cu rol în reglare, comunicație, reflectare, conservare și transmitere în spațiu și timp.
- bioinginerie:

- domeniu de frontieră cuprinzând ansamblu de tehnici și de cunoștințe utilizate pentru conceperea și aplicarea în practică a unor procedee, dispozitive sau aparate utile în biologie și în diferite domenii medicale;
- inginerie genetică.
- biolichid - combustibili lichizi produși din biomasă și utilizați în scopuri energetice, altele decât pentru transport, inclusiv pentru producerea de energie electrică și de energie destinată încălzirii și răcirii.
- biologie - știință care studiază manifestările vieții din punct de vedere anatomic, fiziologic, zoologic etc.

- biologie a dezvoltării - studiul procesului prin care animalele și plantele cresc și se dezvoltă.
- biologie moleculară - ramura biologiei care se ocupă cu studierea mecanismelor biologice în cadrul celulei, la nivel molecular.
- biologie sintetică - domeniu al tehnologiei, care combină biologia și ingineria, cu scopul proiectării și construcției de dispozitive și sisteme biologice utile.

- biologism - doctrină care consideră fenomenele fizice, psihice și sociale drept manifestări biologice.
- bioluminescență:

- proprietate a unor organisme vii (bacterii, insecte, pești etc.; exemplu: aripile licuricilor) de a produce lumină prin oxidarea unei substanțe proprii (luciferina); altă denumire: biofotogeneză;
- luminescență produsă de unele organisme vii datorită unor reacții biologice.
- biomarker - caracteristică măsurabilă și observabilă la nivel molecular, celular sau tisular, care servește drept indicator al proceselor biologice normale sau al modificărilor asociate cu o anumită condiție, boală sau proces fiziologic.
- biomasă - fracțiunea biodegradabilă din produse, deșeuri și reziduuri de origine biologică provenite din agricultură (inclusiv substanțele de origine vegetală și animală), silvicultură și industriile asociate, inclusiv pescuit și acvacultură, precum și fracțiunea biodegradabilă din deșeurile industriale și municipale; biomasa include biolichidele și biocarburanții.
- biomatematică - domeniu interdisciplinar bazat pe aplicarea principiilor matematicii în biologie.
- biomecanică - domeniu al biofizicii în cadrul căruia sunt aplicate principii și legi ale mecanicii în studiul biosistemelor.
- biomedicină - domeniu interdisciplinar bazat pe transferul de principii teoretice și metodologice între cibernetică, biofizică, biochimie, biologie moleculară, biologie celulară și medicină.
- biometrie:

- metodă de cercetare a organismelor și organelor vii prin metode statistice și ale calculului probabilităților;
- totalitatea măsurătorilor efectuate asupra organismelor vii.
- biomicroscopie - studiul microscopic al celulelor și țesuturilor vii.
- biomimetică - ramură a biotehnologiei care are drept obiectiv imitarea de modele, sisteme și elemente ale naturii în scopul de a rezolva probleme umane complexe.
- biomoleculă - moleculă care a fost produsă de către un organism viu, exemple: macromoleculele, cum sunt proteinele, polizaharidele, lipidele și acizii nucleici.
- biomorfogeneză - proces de dezvoltare a caracterelor biologice și morfologice ale organismelor în funcție de condițiile de existență.
- biomorfoză:

- totalitatea modificărilor structurale și funcționale suferite de organismele vii din momentul concepției pînă la moarte;
- acțiunea morfogenetică a organismelor vii asupra altor organisme.
- bion - organism individual, vegetal sau animal.
- bionecroză - proces de disoluție a unui țesut organic, provocată de leziuni distrofice.
- bionică - știință care se ocupă cu studiul proceselor biologice și al structurii organismelor vii, cu scopul de a găsi în ele modele pentru crearea unor dispozitive utile în știință sau tehnică; biotehnică.
- bionomie - știință care se ocupă cu studiul formelor de manifestare și al legilor vieții.
- bionoză - tulburare a activității normale a unui organism produsă de un agent patogen viu.
- bioplasmă - materie organică vie care intră în constituția tuturor viețuitoarelor.
- bioplast - particulă citoplasmatică vie capabilă de a se reproduce singură.
- bioplastic - care se referă la proprietatea celulelor vii de a se reface în urma distrugerilor suferite.
- biopoieză - totalitatea proceselor care au contribuit la apariția organismelor vii.
- biopolitică - studiere a influenței factorilor biologici asupra politicii.
- biopreparat - (fragment de) organism animal sau vegetal conservat pentru a fi utilizat în cercetările științifice, în scopuri didactice etc.
- bioreductori - ansamblul organismelor heterotrofe (bacterii, drojdii, ciuperci saprofite) care degradează materia organică moartă și eliberează astfel elementele minerale.
- bioritm - activitate cu caracter periodic care are loc în lumea vie.
- bioscop - aparat folosit în bioscopie.
- bioscopie - observare a proceselor vitale; studiul vieții pe bază de observații.
- biosferă - porțiune din mediul ambiant terestru unde se întâlnesc organisme vii; cuprinde partea inferioară a atmosferei, hidrosfera și o parte din litosferă.
- biosistematică - disciplină care se ocupă cu clasificarea organismelor vii; altă denumire: biotaxie sau biotaxonomie.
- biostatistică - statistică aplicată la studiul și interpretarea structurilor și fenomenelor caracteristice vieții.
- biostază - vezi anabioză.
- biostructură - structură biologică a materiei vii.
- biotactism - atracție exercitată de o celulă asupra alteia.
- biotaxie (sau biotaxonomie) - vezi biosistematică.
- biotă - fauna și flora unei regiuni.
- biotehnică:

- vezi bionică;
- domeniu interdisciplinar care se ocupă cu tehnicile aplicate în creșterea sau cultivarea bioorganismelor.
- biotehnologie:

- studiu al corelațiilor dintre parametrii civilizației tehnologice și adaptabilitatea ființei umane;
- utilizarea în tehnică a microorganismelor (bacterii, drojdii, mucegaiuri etc), a culturilor de celule vegetale și animale pentru producerea de substanțe necesare în agricultură și în industria alimentară, în medicină și în industria farmaceutică etc.
- biotelemetrie - ramură a biologiei care se ocupă cu studiul de la distanță, cu aparate adecvate, al parametrilor proprii organismelor vii.
- bioterapie:

- metodă de terapie neconvențională prin utilizarea substanțelor biologice (vaccinuri, extracte tisulare, produse organice etc.) sau a unor produse organice;
- tratament înglobând toate remediile naturale (fitoterapie, fizioterapie, homeopatie, apiterapie etc).
- biotic:

- care se referă la activitatea vitală; care se referă la viață; de viață; vezi și factori biotici;
- care este produs prin activitatea organismelor vii.
- biotică - ramură a biologiei care se ocupă cu studiul diferitelor aspecte calitative ale organismelor vii.
- biotip - grup de organisme vii (vegetale sau animale) cu structură genetică identică.
- biotipologie - ramură a biologiei care studiază biotipurile.
- biotomie - studiul structurii unui animal sau a unei plante prin disecție.
- biotransport - deplasare a unei soluții printr-o barieră biologică fără alterarea soluției.
- biotrof (despre organisme) - organism care se hrănește cu substanțe existente în ființele vii, pe care le folosește drept mediu de viață; exemple: virusurile, bacteriile și ciupercile parazite, viermii fitofagi și păduchii etc.
- biotropism:

- mărire a virulenței unui microorganism latent sub influența unor agenți chimici, fizici sau de origine bacteriană;
- proprietate a unor microbi sau virusuri de a nu se putea dezvolta decît în organisme vii.
- biozom - unitate organică și funcțională din citoplasmă.
- bisexual (sau bisexuat) - (despre plante și animale) care are organe de reproducere ale ambelor sexe; sinonim: hermafrodit.
- blast - parte a embrionului care se dezvoltă după germinare.
- blastocit - celulă nediferențiată a unor serii de celule sangvine.
- blastogeneză:

- dezvoltare timpurie a embrionului în timpul segmentării și formarea păturilor germinale; reproducere prin înmugurire.
- teorie potrivit căreia caracterele ereditare se transmit prin plasma germinativă.
- blastoderm - membrană vitelină care dă naștere corpului embrionar.
- blefaroblast (sau blefaroplast) - organit celular citoplasmatic situat la baza flagelilor; granulă colorată din care se formează cilii și flagelii la protozoare.
- botulinic, bacil ~ - bacil care provoacă botulismul și care se află în carnea sau fructele conservate.
- bradigeneză - evoluție lentă a unor organisme.
- bulion de cultură - fiertură de carne sau de vegetale, folosită ca mediu de cultură pentru microorganisme.
- bușeu - prăjitură de mici dimensiuni, din aluat cu nuci, cremă, frișcă sau ciocolată.

## C
- cacogeneză - dezvoltare anormală a unui organ.
- calmodulină - proteină mesager multifuncțională ce leagă ionii de calciu, prezentă la toate celulele eucariote.
- Campylobacter - gen de bacterie spiralată Gram-negativă; poate cauza toxiinfecții alimentare, producând cefalee, grețuri, diaree și vărsături
- canal - formație în formă de tub, vas sau cale de comunicație în organismele animale sau vegetale, prin care circulă substanțe nutritive, secreții etc.
- Candida albicans - ciupercă ce determină, atunci când se multiplică excesiv în corpul uman, boala numită candidoză.
- capsidă - înveliș proteic al nucleului unui virus, ale cărui caracteristici determină clasificarea virusurilor.
- capsulă - înveliș mucos exterior al unor specii de bacterii și de alge microscopice; este format din substanțe polizaharidice sau proteice.
- caracter - ansamblu al proprietăților fiziologice și morfologice care diferențiază un organism față de altul.
- cariobiont - organism vegetal cu nucleu bine diferențiat.
- cariochineză - vezi mitoză.
- carioclazie - proces de fragmentare a nucleului celular.
- cariogamie - fuziune, prin împerechere cromozomică, a nucleilor mascul și femei, în timpul fecundației.
- cariogeneză - proces de diferențiere a nucleului celular.
- cariolemă - membrană care delimitează nucleul, formată din citoplasma înconjurătoare.
- cariolimfă - plasmă nucleară în care sunt înglobați cromozomii.
- carioliză - dezintegrare a cromatinei din nucleul celulei în cursul necrozei acesteia.
- cariologie - ramură a citologiei care se ocupă cu studiul nucleelor și al celulelor.
- cariometrie - măsurare a diametrelor nucleelor celulare cu ajutorul microscopului.
- cariomitoză - totalitatea modificărilor suferite de nucleu în timpul cariochinezei.
- cariomixie - vezi amfimixie.
- carion - nucleu celular.
- carioplasmă - element component al nucleului, delimitată de membrana nucleară, în care sunt înglobați nucleolii și substanțele nucleoproteice; sinonim: nucleoplasmă.
- carioplast - corpuscul din nucleul celular.
- cariorexie - proces de rupere a nucleului celular în mai multe fragmente și de răspândire a acestora în citoplasmă.
- cariotecă - membrană nucleară care separă carioplasma de citoplasmă.
- cariozom - masă densă de substanță cromatică prezentă în plasma nucleară în interfază.
- catageneză - involuție a unei specii prin simplificarea sau dispariția unor organe sau funcții.
- categorie sistematică (sau categorie taxonomică) - subdiviziune a grupelor de plante și de animale care se deosebesc prin diferite grade de rudenie (exemple: regnul animal sau vegetal, încrengătura, clasa, ordinul, familia, genul, specia etc.).
- cavernicol - (despre animale sau plante) care trăiește sau crește în peșteri.
- celulă - formă fundamentală de organizare a materiei vii, alcătuită din membrană, citoplasmă și nucleu, reprezentând cea mai simplă unitate anatomică; vezi și teoria celulară.

- celulă cornoasă - celulă epitelială moartă.
- celulă grasă - vezi adipocit.
- celulă somatică - termen referitor la toate celulele unui organism, cu excepția celor sexuale.

- celulomicrobian - referitor la celule și la microbi.
- cenobiu - colonie imobilă de organisme unicelulare, înglobată într-o masă mucilaginoasă comună.
- cenocit - celulă foarte mare, care conține numeroase nuclee.
- cenogeneză:

- dezvoltare a unui individ de tip particular, care nu repetă filogenia speciei sale;
- grup de indivizi care provin dintr-un strămoș comun.
- cenotaxonomie - sistematică a comunităților biologice.
- cenotip - tip primitiv din care au derivat alte tipuri.
- centriol - corpuscul în formă de bastonaș sau de granulă, care formează partea centrală a centrozomului.
- centrosferă - regiune care înconjură centriolul și are rol activ în diviziunea celulară.
- centrozom - constituent citoplasmatic situat lângă nucleu, servind la reproducerea indirectă a celulei; sinonim: citocentru; vezi și centriol.
- chemoautotrof - (despre microorganisme) care obține energia necesară proceselor vitale prin oxidarea unor substanțe anorganice.
- chemoautotrofie - mod de hrănire a microorganismelor chemoautotrofe.
- chemomorfoză - morfoză produsă sub influența unor substanțe chimice.
- chemorezistență - rezistență a germenilor microbieni sau a unor organisme parazitare la antibiotice, la substanțe chimioterapice etc.; altă denumire: chimio-rezistență.
- chemosinteză - sintetizare a substanțelor organice cu ajutorul energiei chimice provenite din oxidarea substanțelor minerale; altă denumire: chimiosinteză.
- chemotactism - mișcare dirijată a organismelor inferioare, a unor celule mobile sau a unor părți componente ale celulei față de excitanții chimici; altă denumire: chimiotactism.
- chemosensibilitate - sensibilitate la excitanți chimici.
- chemotaxie - atracție sau repulsie pe care o au unele organisme pentru anumite substanțe chimice; altă denumire: chimiotaxie.
- chemotaxonomie - ramură a biologiei care se ocupă cu studiul relațiilor dintre organisme pe baza elementelor chimice, stabilind clasificarea lor în sisteme.
- chemotrof - (despre microorganisme) care este capabil de chemosinteză.
- chemotrofie - mod de hrănire a microorganismelor chemotrofe.
- chimio-rezistență - vezi chemorezistență.
- chimiosinteză - vezi chemosinteză.
- chimiotactism - vezi chemotactism.
- chimiotaxie - vezi chemotaxie.
- chinetoplasmă - corpuscul cromofil din celulele nervoase.
- chinetoplast - corpuscul satelit format la baza flagelilor.
- chionofob - (despre organisme) care, în regiunile cu zăpadă abundentă, mor din cauza lipsei de hrană sau sunt nevoite să migreze.
- chistogeneză - proces de formare a unui chist.
- cibernetică biologică - vezi biocibernetică.
- cicioză - mișcare a protoplasmei în interiorul celulei.
- ciclomorfoză - totalitatea modificărilor pe care le suferă un organism în cadrul dezvoltării ontogenetice.
- ciclosporină - substanță dintr-o ciupercă ce neutralizează sistemul imunologic.
- ciclu biologic - vezi circuit biologic.
- ciclu de dezvoltare - ansamblu de fenomene în decursul cărora se realizează dezvoltarea unui organism, începând cu prima diviziune a oului, continuând cu maturizarea, reproducerea și terminând cu moartea.
- cil - prelungire protoplasmatică mobilă, în formă de fire subțiri, caracteristică pentru unele protozoare, bacterii, infuzori, alge, precum și pentru unele celule fixe din epitelii, care servește la locomoție sau la deplasarea unor secreții în organism.
- cinetogeneză - dezvoltare a organelor ca urmare a unei funcționări repetate.
- circuit biogeochimic - itinerar complet, al materiei în natură, incluzând circuitul biologic și etapa transformării materiei organice în materie anorganică de catre o categorie de organisme descompunătoare (bacterii și ciuperci).
- circuit biologic -  drumul parcurs în biosferă de diferite elemente chimice extrase din mediul abiotic de catre organismele vii, constituind o parte a circuitelor biogeochimice; se realizează prin intermediul producătorilor primari care sintetizeaza materia organică din elementele anorganice și prin consumatorii vegetali (erbivore) și animali (carnivore, insectivore); sinonim: ciclu biologic.
- cistocroic - (despre pigmenți) care este difuzat în vacuolele celulei.
- cistolit - concrețiune sferică de carbonat de calciu, de forma unui ciorchine, pe fața internă a membranei celulare; vezi și cistotil.
- cistosor - acumulare de spori de rezistență.
- cistotil - concrețiune mucilaginoasă asemănătoare cistolitului, dar fără cristale de carbonat de calciu.
- citoarhitectonică - structura celulară a unui țesut sau organ.
- citobiologie - biologie celulară.
- citobiotaxie - influență a unei grupe de celule asupra dezvoltării altei grupe învecinate; sinonim: citocleză.
- citocentru - vezi centrozom.
- citochineză (sau citocineză, citokineză) - totalitatea schimbărilor care au loc în plasmă, în timpul diviziunii celulare.
- citoclazie - proces de fragmentare sau de distrugere a celulelor vii.
- citocleză - vezi citobiotaxie.
- citocrinie - proces de excreție în mediul intern al unui produs chimic elaborat în celulă.
- citocroic - (despre pigmenți) care este difuzat în protoplasma celulară.
- citocrom:

- proteină complexă, cu rol determinant în realizarea respirației celulare; exemplu: citocrom P450.
- pigment feroporfirinic dizolvat în sucul vacuolar al sacharomicetelor;
- celulă nervoasă conținând o cantitate redusă de citoplasmă, fiind lipsită de corpusculi Nissl.
- citodermă - membrană celulară sau perete celular.
- citofag - care înglobează sau care distruge celulele.
- citofagie - înglobarea unei celule de către o alta; sinonim: citofagocitoză.
- citofil - care are afinitate pentru celule.
- citofiletic - referitor la genealogia  celulelor.
- citogen - care produce celule.
- citogeneză - proces de dezvoltare ontogenetică și filogenetică a celulei; sinonim: citogenie.
- citogenie - vezi citogeneză.
- cirogonie - proces de înmulțire prin celule singuratice, pe calea diviziunii simple.
- citografie - descriere sistematică a celulei.
- citohidroliză - degenerare celulară prin distrugerea membranei sub acțiunea enzimelor.
- citohistogeneză - dezvoltare structurală a celulelor vii.
- citohistologie - studiul histologic al celulelor individuale.
- citolemă - peliculă plasmatică externă, care căptușește membrana celulară.
- citolimfă - partea fluidă a citoplasmei; suc celular.
- citolitic - (substanță) care distruge celulele.
- citoliză -  proces de dizolvare sau de degenerare a celulei.
- citologie - disciplină care studiază structura, dezvoltarea și funcțiile celulei.
- citomegalie - creștere exagerată a unor celule sub acțiunea unor factori externi, chimici sau inframicrobieni.
- citometrie - tehnică utilizată pentru măsurarea caracteristicilor celulelor, cum ar fi dimensiunea și structura acestora; implică utilizarea unui instrument numit citometru, care poate analiza celulele în flux sau în mod static.

- citometrie în flux - tip de citometrie implică trecerea celulelor printr-un fascicul laser, iar măsurătorile se fac pe măsură ce celulele trec într-o singură linie; altă denumire: fluorocitometrie.
- citometrie statică - tip de citometrie care  implică fixarea și colorarea celulelor, iar analiza se face printr-un microscop.

- citometru - aparat pentru măsurarea celulelor organice.
- citomicrozomi - incluziuni citoplasmatice granulare.
- citomixie:

- proces de fuziune a celulelor;
- proces de trecere a cromatinei dintr-o celulă în citoplasma altei celule.
- citomorfologie - studiul morfologic al celulei.
- citomorfoză - totalitatea modificărilor structurale pe care le suferă celula în timpul dezvoltării acesteia.
- citonemă - particulă spiralată, prezentă în structura citoplasmei.
- citopatie - afecțiunea celulelor animale sau vegetale.
- citopatogen - care are un efect distructiv asupra celulelor.
- citopatologie - disciplină care se ocupă cu studiul modificărilor patologice din interiorul celulei.
- citopenie - reducere patologică a numărului de celule dintr-un țesut.
- citoplasmă - substanță fundamentală vie, fluidă sau vâscoasă, din celulă, excluzând nucleul, membrana și plastidele.
- citopoieză - proces de formare și dezvoltare a celulelor.
- citoriză - formă mototolită a membranei celulare în cursul plasmolizei.
- citosarc - corpul celulei fără nucleu.
- citoscop - aparat cu care se examinează celulele.
- citospectrofotometrie - metodă fizică modernă de investigare fină a celulelor și a structurii celulare.
- citotaxie - tendință de atracție reciprocă a celulelor.
- citotrofie - dezvoltare normală a celulei vii.
- citotrop - (despre virusuri) cu afinitate deosebită pentru celule.
- citotropism - atracție exercitată de către celule față de substanțele chimice, germeni sau virusuri.
- citozomi:

- formațiuni, filamentoase și paralele, din celulele renale;
- componenții granulari extracelulari cuprinși în membrana celulară;
- corpul celular exclusiv nucleul.
- citromicete - mucegaiuri superioare, cu condrioforii în formă de mănunchi, care se dezvoltă pe fructele citrice.
- cladă - ramură a unui arbore filogenetic care conține toate organismele descendente dintr-un strămoș comun, care nu este strămoșul altor membri ai grupului.
- clasă - fiecare dintre diviziunile fundamentale ale regnului animal sau vegetal, mai mică decât încrengătura și mai mare decât ordinul.
- coacervat:

- formație specială gelatinoasă macromoleculară, în stare coloidală, generată din amestecul soluțiilor de albuminoide în compuși organici asemănători, reprezentând prima fază de organizare a materiei vii;
- forme de viață microscopice considerate ca făcând trecerea între substanțele organice și primele organisme;
- agregare reversibilă de particule coloidale care precede precipitarea unui fluid.
- coanocite - celule în formă de pâlnie, cu rol nutritiv, prezente la unele flagelate.
- coc - bacterie sferică, izolată sau grupată împreună cu altele în formă de lanț, de ciorchine etc.; vezi și diplococ.
- coliformi - grup heterogen de anterobacteriacee, bacili gram-negativi, nesporulați, mobili care fermentează lactoza.
- colonie microbiană - grup de bacterii aflat în cultură pe medii solide, vizibil cu ochiul liber, derivat dintr-un germen unic sau dintr-un număr redus de germeni care s-au înmulțit pe loc.
- colorație - metodă de cercetare microscopică, constând în tratarea preparatelor cu unul sau mai mulți coloranți.
- comunicare celulară - procesul prin care celulele transmit și recepționează informații pentru a coordona activitățile și funcțiile lor într-un organism; este esențială pentru menținerea homeostaziei și pentru coordonarea răspunsurilor la stimuli externi și interni.
- concentrație celulară - numărul de celule pe unitate de volum.
- concentrație letală - concentrația unei substanțe toxice care ucide jumătate din lotul de organisme de probă.
- concentrație minimă inhibitorie - cea mai mică concentrație a unui agent antimicrobian (antibiotic, antifungic, antiviral) necesară pentru a inhiba complet creșterea vizibilă a unui microorganism după un anumit timp de incubare.
- concreștere - creștere împreună (unindu-se într-un tot) a două organe (vegetale sau animale).
- constituție - totalitatea particularităților morfologice și funcționale ale unui organism, care determină caracterul reacțiilor acestuia față de acțiunea agenților externi.
- convergență - apariție a unor asemănări structurale sau funcționale la organisme îndepărtate filogenetic, ca rezultat al adaptării la condiții de mediu relativ identice.
- coronavirus -  virus de formă variabilă, sferică sau ovoidală, pleomorfă, având un înveliș extern pe care se află niște proeminențe glicoproteice.
- corpi cetonici - produși intermediari ai metabolismului, care provin din degradarea albuminelor și a grăsimilor.
- corpuscul elementar - unitate virotică, alcătuită dintr-un centru de acid nucleic înconjurat de o capsulă proteică.
- criptobioză - vezi anabioză.
- cromotropism - reacție de orientare a unei plante sau a unui animal fixat, care se efectuează în direcția unei lumini de o anume culoare (cromotropism pozitiv) sau în direcție opusă acesteia (cromotropism negativ).
- cronologia istoriei evolutive a vieții - teorie științifică care descrie principalele evenimente ale dezvoltării vieții pe planeta Pământ.
- cultură celulară - tehnică utilizată pentru a crește și menține celule în afara organismului lor natural, într-un mediu controla și care permite cercetătorilor să studieze funcțiile celulare, comportamentul și răspunsurile lor la diferiți factori în condiții experimentale.
- cultură microbiologică (sau microbiană) - metodă utilizată în microbiologie pentru multiplicarea organismelor microbiene, cu scopul de a produce reproducerea predeterminată a acestora pe un mediu de cultură, în condiții controlate, de laborator.

## D
- darwinism - concepție evoluționistă elaborată de Charles Darwin, care susține că toate speciile actuale de plante și animale provin din transformarea treptată a altor specii care au existat cândva.
- diapauză - fenomen biologic de oprire a activității și creșterii unui organism din cauza influenței factorilor nefavorabili ai mediului.
- diplococ - fiecare dintre asociațiile de doi coci care produc o serie de boli ca: pneumonia, meningita etc.
- disclimax - stadiul terminal și stabil al evoluției comunităților vegetale care se datorează acțiunii omului sau animalelor.
- divergență - deosebire între indivizi, specii etc. în procesul de adaptare la condiții variate de mediu, în lupta pentru viață.
- diviziune celulară - mod de înmulțire a celulelor prin mitoză și meioză.
- dulcicol - (despre animale și plante) care trăiește în apele dulci, specific apelor dulci.

## E
- ectobiont - organism parazit fixat pe fața externă a corpului gazdei.
- ectoplasmă - zonă periferică, hialină și mai ales consistentă a citoplasmei, în celula animală sau vegetală (sinonim: hialoplasmă).
- efemer -  (despre plante, animale) cu perioadă de dezvoltare scurtă, în decursul unui sezon de vegetație.
- electivitate - însușire a organismelor vii constând în asimilarea acelor condiții de mediu care corespund cel mai mult eredității acestora, fiind un rezultat al adaptării la mediu a organismelor (sinonim: capacitate selectivă).
- electroforeză - metodă de analiză bazată pe migrarea cu viteză diferită a produșilor chimici în soluții prin care circulă un curent electric.
- electrotropism - orientare a organismelor în anumite direcții sub influența curentului electric (sinonim: galvanotropism).
- embriogeneză - perioadă incipientă în dezvoltarea animalelor pluricelulare și a plantelor, în cursul căreia se formează embrionul.
- endemism - faptul că o specie de plantă sau de animal trăiește numai într-o anumită zonă sau arie.
- energidă - unitate fiziologică formată din nucleu și citoplasmă, considerată un centru energetic, cu capacitatea de a fi monoenergidă (mononucleată) sau polienergidă (multinucleată).
- eolotropie - vezi anizotropie.
- eprubetă - mic tub din sticlă, închis la un capăt, folosit pentru analiza calitativă a probelor biologice.
- etologie - știința care se ocupă cu studiul comportamentului organismelor vii.
- euascomicete - grupă din clasa ascomicetelor, cuprinzând ciuperci care formează ascocarpi cu pereții proprii.
- eugamie - fecundație normală, tipică.
- eumicofite - ciuperci cuprinzînd ficomicetele, ascomicetele, bazidiomicetele și deuteromicetele.
- eurihalin - organism capabil să prezinte toleranțe mari față de salinitatea apelor.
- evoluție divergentă - vezi radiație adaptativă.
- excitabilitate - trăsătură esențială a lumii vii de a răspunde acțiunii unui stimul intern sau extern.
- exemplar - reprezentant al unei categorii de ființe asemănătoare, luat izolat; sinonim: specimen.
- exobiologie - vezi astrobiologie.
- experimentul Miller–Urey - experiment chimic care a simulat condițiile considerate prezente pe Pământul timpuriu și a testat originea chimică a vieții în acele condiții.

## F
- factor de limitare - element material de mediu (lumină, temperatură sau umezeală) care definește limitele minime și maxime de toleranță ale unui organism, restricționându-i distribuția și/sau activitatea.
- factori abiotici - condiții din mediul lipsit de viață.
- factori biologici (sau biotici) - totalitatea viețuitoarelor care se află în jurul unui organism (plantă sau animal), cu care organismul dat se află în raporturi strânse de interdependență și interacțiune.
- factori fizico-chimici - ansamblul condițiilor mediului extern: temperatura, umiditatea, compoziția aerului etc.
- fagocit - celulă a organismelor animale care are capacitatea de a îngloba particule străine pătrunse în organism și, în funcție de compoziția chimică a acestora, de a le digera.
- fagocitoză - proces de înglobare și de digerare a bacteriilor și a altor particule străine din organism de către fagocite sau alte celule animale.
- familie - categorie sistematică (taxonomică) în botanică și zoologie, superioară genului și inferioară ordinului.
- faună - totalitatea speciilor de animale de pe glob, dintr-o regiune, dintr-o epocă geologică etc.
- fecundație - proces care constă în unirea gametului mascul (anterozoid, spermatozoid) cu gametul femel (oosferă, ovul), în urma căreia se formează oul fecundat.
- feedback - conexiune inversă într-un sistem biologic  în scopul menținerii stabilității și echilibrului acestuia față de influențe exterioare.
- filament - formație filiformă a unor celule animale sau vegetale.
- filiație - înrudire în linie descendentă (de la strămoși la urmași); descendență, succesiune a generațiilor.
- filogeneză - vezi: filogenie.
- filogenie (sinonim: filogeneză):

- proces istoric de dezvoltare a lumii vii de-a lungul erelor geologice și de diferențiere a unor grupuri de organisme înrudite între ele: specie, gen, familie, ordin, clasă, încrengătură, regn;
- ramură a biologiei care studiază acest proces.
- fixare - operație premergătoare colorării fragmentelor de organe sau bacteriilor, care are ca scop coagularea proteinelor celulare și conservarea piesei anatomice respective.
- flagel - formație protoplasmatică permanentă, care servește ca organ de locomoție la organismele unicelulare; poate fi întâlnit și la metazoare la anumite celule din țesutul epitelial.
- flora vaginală - totalitatea microorganismelor care colonizează vaginul, având rol de protecție împotriva anumitor agenți patogeni.
- fluorocitometrie - vezi citometrie în flux.
- formolizare - fixare chimică a țesuturilor animale cu ajutorul formolului; se folosește în histologie și ca metodă de conservarea a cadavrelor.
- fototropism - reacție de orientare și de mișcare a plantelor și animalelor sub influența luminii.
- frecvență - termen de apreciere a modului de repartizare a indivizilor unei specii într-o biocenoză.

## G
- galvanotactism - reacție a organismelor vii față de un curent electric continuu.
- galvanotropism - vezi electrotropism.
- gamet - celulă sexuală a organismelor animale sau vegetale; gametul mascul se numește spermatozoid (la animale) sau anterozoid (la plante), gametul femel se numește ovul (la animale) sau oosferă (la plante).
- gastreii, teoria ~ - teorie emisă de Ernst Haeckel prin care se încearcă reconstituirea filogeniei animalelor superioare prin analogie cu ontogenia acestrora.
- gastrulație - proces care are loc în fazele timpurii ale dezvoltării embrionare a metazoarelor și care duce la transformarea blastulei în gastrulă.
- gazdă - organism pe care trăiește un parazit.
- gazdă definitivă - organism pe care se dezvoltă forma adultă (sexuată) a unui parazit.
- gazdă intermediară - organism parazitat de o formă de dezvoltare (larvă) a unei specii parazite.
- geloză - mediu solid de cultură pentru bacterii, preparat din bulion de carne și din agar-agar.
- gen - categorie sistematică superioară speciei și subordonată familiei, care cuprinde una sau mai multe specii înrudite.
- generație:

- grupare de indivizi având aceeași filiație.
- funcțiune prin care ființele vii se reproduc; reproducere.
- generație spontanee - teorie materialistă naivă, după care organismele vii ar putea să apară pe Pământ și în condițiile existente astăzi în forma lor actuală, luând naștere în mod spontan din materie nevie.
- genetică - ramură a biologiei care studiază ereditatea și variabilitatea organismelor.
- germen - parte care constituie punctul de plecare în dezvoltarea oricărui organism.
- germen oportunist - microorganism saprofit, capabil de a provoca o infecție (numită infecție oportunistă) numai atunci când apărarea gazdei este scăzută ca la pacienții imunodeprimați (SIDA, imunosupresie medicamentoasă) sau imunoimaturi (fetus).
- germicid - agent sau substanță care distruge germenii producători de boli la plante, animale sau om.
- germinare - (despre o materie organică, un organ care se poate dezvolta, dând naștere la ființe vii) trecere de la viața latentă sau embrionară la o viață activă.
- globulă albă - vezi leucocită.
- globulă roșie - vezi eritrocit.
- gonococ - (Neisseria gonorrheae) bacterie care produce blenoragia la om și care face parte din grupul diplococilor.
- Gram, colorație ~ - metodă de colorare a preparatelor (frotiurilor) bacteriene, care permite gruparea microbilor în două categorii: gram-pozitivi și gram-negativi.
- granulocit:

- celulă care conține granulații în citoplasmă;
- termen care desemnează de obicei leucocitele polinucleare sanguine.
- grup parafiletic - termen taxonomic care se referă la grup de organisme care includ un strămoș comun și unele dintre descendenții acestuia.

## H
- Hæmobartonella - vezi Bartonella.
- halobionte - organisme animale și vegetale adaptate exclusiv la apele și terenurile sărate.
- haploidă, fază ~ - perioadă din dezvoltarea unui organism caracterizată prin prezența în nucleele celulelor a unei jumătăți din numărul de cromozomi dintr-o garnitură completă (vezi și diploidă, fază ~).
- hemobiologie - biologie a sângelui.
- henipavirus - ribovirus din familia Paramyxoviridae și care poate fi ca specie unul din virușii: Hendra, Nipah și Cedar.
- hidrobiologie - disciplină care studiază procesele biologice animale și vegetale din mediul acvatic.
- hidrobionte - organisme care cresc și se dezvoltă în mediu acvatic.
- hialoplasmă - vezi ectoplasmă.
- higroplasmă - parte fluidă a citoplasmei.

## I
- imunitate - stare de rezistență specifică a unui organism față de acțiunea microbilor patogeni sau ai produșilor toxici ai acestora.

- imunitate de turmă (de grup sau colectivă) - capacitatea unui grup de a rezista unei infecții, spre care o mare parte din membrii grupului sunt imuni, fie prin vaccinare sau prin unei infecții anterioare, reducând astfel probabilitatea de infecție pentru indivizii care n-au această imunitate.

- incluziune inframicrobiană - formație caracteristică ce apare în citoplasma sau în nucleul celulelor parazitate de virusuri.
- incubator - dispozitiv utilizat pentru a asigura un mediu controlat pentru dezvoltarea și menținerea microorganismelor, celulelor sau țesuturilor în condiții experimentale sau de laborator, sub formă de culturi microbiologice sau culturi celulare.
- incubație - perioadă de timp cuprinsă între primul contact cu un agent patogen și apariția primelor semne de boală.
- informatică biologică - vezi bioinformatică.
- inframicrobi - viețuitoarele cele mai primitive, care stau la limita dintre materia vie și nevie, nu își pot realiza singure metabolismul și se găsesc ca parazit în celula vie; din cadrul acestora fac parte: virusurile propriu-zise, bacteriofagii, pararickettsiile și rickettsiile.
- inframicrobiologie - disciplină biologică al cărei obiect îl formează studiul inframicrobilor.
- inhibitor - preparat sau tratament care împiedică dezvoltarea unui agent patogen, frânează desfășurarea unui proces fiziologic etc.
- intercineză - interval de timp între două diviziuni succesive ale nucleului celular.
- intersexualitate - fenomen care constă în schimbarea sexului în stadiile tardive ale dezvoltării individuale ale unui animal sau a unei plante dioice.
- invazie - apariție rapidă și masivă cu caracter de calamitate, într-o regiune, a unei specii de plante sau animale dăunătoare sau parazite.
- in vitro - proces biochimic sau biofizic reprodus expermimental în afara organismului viu, în vase de laborator speciale.
- in vivo - expresie care desemnează cercetarea experimentală a unui proces fiziologic într-un organism viu sau într-un organ izolat al acestuia.
- izomorf - (despre organisme sau organe) care se aseamănă din punct de vedere morfologic.

## Î
- îmbătrânire - trecere treptată și ireversibilă a organismelor vii în starea de bătrânețe.
- închistare - trecere a unor organisme inferioare (bacterii, alge, protozoare etc.) în forme de rezistență (spori, chisturi etc.) capabile să ducă o viață latentă.
- încrengătură - categorie sistematică, superioară clasei, delimitând o grupare de organisme (plante, animale) care din punctul de vedere al dezvoltării lor istorice, ca și al organizării lor morfologice și anatomice, sunt înrudite între ele.
- înflorirea apei - fenomen care constă în înmulțirea în masă, în anumite perioade ale anului, a unor microorganisme, în special al unor alge verzi și albastre care trăiesc în lacuri; apa apare colorată în special în nuanțe verzi (vezi și neuston).

## L
- lacustru - care trăiește în lacuri, din lacuri.
- lamă - placă de sticlă mică și subțire pe care se așază obiectele ce urmează a fi examinate la microscop.
- lamelă - placă de sticlă mai mică și mai subțire decât lama, cu care se acoperă obiectele ce urmează a fi examinate la microscop.
- legea biogenetică fundamentală - lege formulată de Ernst Haeckel, conform căreia, în cursul dezvoltării sale ontogenetice, individul repetă cele mai importante modificări ale formei prin care au trecut strămoșii acestuia în cursul dezvoltării lor filogenetice lente și îndelungate.
- leptospira - gen de bacterii în formă de filament spiralat, terminat la ambele capete cu câte un cârlig.
- leucocită - un tip de celulă sanguină implicată în sistemul imunitar, responsabilă pentru combaterea infecțiilor și a bolilor; altă denumire: globulă albă.
- limnobios - totalitatea organismelor din apele dulci.
- limnologie - capitol al hidrobiologiei care studiază condițiile de viață și organismele din apele dulci.
- limnoplancton - planctonul lacurilor și al apelor stătătoare dulci.
- lipocit - vezi adipocit.
- liză - dezintegrare și dizolvare a unor celule sub acțiunea agenților fizici, chimici sau biologici.
- lobocit - celulă cu nucleu segmentat.

## M
- macrofag - tip de leucocită mononucleară de dimensiuni mari, înzestrată cu o mare putere de fagocitare (sinonim: monocit).
- matrice extracelulară - rețea formată din macromolecule extracelulare și minerale, cum ar fi colagenul, enzimele, glicoproteinele și hidroxilapatită, care oferă suport structural și biochimic celulelor din jur.
- Mazocraeidea - ordin din subclasa Polyopisthocotylea, la rândul acesteia aparținând clasei Monogenea.
- mediu de cultură - soluție nutritivă sterilizată, utilizată pentru înmulțirea microbilor în laborator, în diverse scopuri.
- megalocit - hematie de dimensiuni mai mari, care apare în sânge în anemia pernicioasă.
- membrană - nume dat țesuturilor animale sau vegetale, subțiri și suple, foarte diferite ca structură, care căptușesc, îmbracă, leagă, susțin sau delimitează anumite organe sau părți de organe; alte denumiri: piele subțire, pieliță.
- membrană celulară - diferențiere protoplasmatică sau celulozică, care învelește și limitează celula animală și cea vegetală.
- meningococ - vezi Neisseria meningitidis.
- meristrofă - orientare a cromatoforilor către partea inferioară și superioară a celulei.
- mezenchím - țesut conjunctiv embrionar din care este alcătuită cea mai mare parte a mezodermului și din care se formează vasele sanguine, vasele limfatice, țesutul conjunctiv.
- mezoblast:

- strat celular din embrionul animalelor, care se află între stratul extern și cel intern;
- corpuscul din citoplasmă, constituentul principal al celulei, cu rol în reproducere și în transmiterea caracterelor.
- mezoderm - foiță mijlocie a embrionului care are în parte structură epitelială (mezodermul epitelial), iar în parte este formată din celule de formă neregulată desprinse din mezodermul epitelial (mezenchimul) (vezi și foițe embrionare).
- microbiologie medicală - ramura microbiologiei care studiază microorganismele (bacterii, virusuri, fungi și paraziți) în relația lor cu organismele vii, în special cu omul, analizând structura, fiziologia, ecologia și mecanismele lor de interacțiune cu gazda.
- mitocondrie - fiecare din organitele celulare responsabile pentru producerea de energie prin respirația celulară.
- mitoză - principalul mod mod de înmulțire a celulelor plantelor și animalelor, caracterizat prin transformări în structura nucleului; altă denumire: cariochineză.
- monadă - organism unicelular inferior, microscopic, care face trecerea de la plante la animalele cele mai simple.
- monocelular - (despre organisme) care este format dintr-o singură celulă; unicelular.
- morfografie - disciplină care se ocupă cu descrierea morfologică și histologică a organelor și organismelor.
- morfoză - modificare morfologică și funcțională a unui organ sub influența condițiilor de mediu.

## N
- Neisseria meningitidis - specie de diplococ, gram-negativ, din genul Neisseria, agentul patogen al meningitei; altă denumire: meningococ.
- nemurire biologică - caracteristică a anumitor specii unicelulare și multicelulare care se decuplează de la vârsta cronologică, existența încetând doar în urma unei boli sau a unui accident și nu datorită îmbătrânirii.
- neobiogeneză - ipoteză conform căreia viața a apărut de mai multe ori pe Globul pământesc.
- neocit - celulă de formație recentă.
- neurotrop - virus care se fixează și care provoacă alterații în special în sistemul nervos (exemple: virusul turbării, al poliomielitei, al diferitelor encefalitei).
- neustón - asociație de organisme microscopice, vegetale și animale, care populează pelicula superficială a apelor, colorând-o de obicei în verde sau, mai rar, în brun, roșu sau alte culori (vezi și înflorirea apei).
- nișă - regiune în care un organism, o populație, o specie găsesc cele mai bune condiții pentru a supraviețui și a se reproduce.
- nitratbacterii - bacterii care oxidează acidul azotos, transformându-l în acid azotic, proces care constituie a doua etapă a nitrificării (sinonim: nitrobacterii).
- nitrificare - proces de oxidare a amoniacului din sol, produs de bacterii aerobe în două faze; din oxidarea amoniacului de către din sol (Nitrosomonas) se formează acidul azotos, apoi din oxidarea acestuia de către Nitrobacter și alte genuri de bacterii, se formează acidul azotic.
- nitritbacterii - bacterii care oxidează amoniacul, transformându-l în acid azotos, care constituie prima fază a nitrificării.
- nitrobacterii - vezi nitratbacterii.
- nucleol - corpuscul sferic din interiorul nucleului, constituit din proteine cu reacție alcalină, enzime și acizi ribonucleici.
- nucleoplasmă - vezi carioplasmă.
- nucleu - organit celular, de obicei de formă sferică sau ovoidă, mai vâscos decât citoplasma în care este cuprins și de care este delimitat printr-o membrană nucleară.

## O
- oligofagie - tip de nutriție bazat pe hrană aparținând aceluiași tip biologic; fiind propriu atât paraziților care își schimbă gazda, cât și animalelor ihtiofage, insectivore etc.
- omologie - corespondență morfologică a organelor din punctul de vedere al originii și al dezvoltării ontogenetice și filogenetice (vezi și organe omologe).
- ontogeneză - dezvoltare individuală a organismelor vegetale și animale; cuprinde toate treptele, stadiile și perioadele de creștere și de dezvoltare ale unui organism de la începutul și până la sfârșitul existenței sale (vezi și legea biogenetică fundamentală).
- oogamie - tip de proces sexual în care are loc unirea celului sexuale femele, mari și imobile, cu o celulă sexuală masculă, mică și mobilă; este caracteristică algelor și ciupercilor.
- ordin - categorie sistematică (taxonomică) superioară familei și inferioară clasei.
- organism unicelular - organism alcătuit dintr-o singură celulă; exemple: bacteriile, protozoarele, algele unicelulare și fungii unicelulari.
- ortogeneză - teorie conform căreia evoluția organismelor are loc pe baza anumitor direcții strict determinate, negând rolul selecției naturale în adaptarea organismelor la condițiile de existență.
- osteoclast - celulă din sânge având rolul de a distruge partea internă a osului pe măsură ce la suprafața lui se depun noi straturi de substanță osoasă.
- ovogeneză sau oogeneza este procesul, în cazul reproducerii sexuate, de diferențiere și transformare al ovulului unui organism femel într-o celulă capabilă de a continua procesul de creare al unei noi ființe după fertilizarea sa de către gametului mascul.
- ou - celulă rezultată dintr-un ovul fecundat de un spermatozoid și din care se poate dezvolta un nou individ.
- oxibionte - vezi aerobionte.

## P
- palinologie - disciplină biologică al cărui obiect în constituie studiul polenului și al sporilor.
- parabioză - tehnică de laborator prin care două organisme sau țesuturi diferite sunt conectate pentru a permite schimbul de substanțe între ele sau pentru a investiga diverse fenomene biologice.
- paraimunitate - rezistență pe care un organism, imun față de un germen, o prezintă și față de un alt germen (rezistență nespecifică); de exemplu, animalele imune față de virusul herpesului au o anumită rezistență și față de virusul vaccinal.
- parazit - organism animal sau vegetal care se hrănește pe seama unui alt organism (denumit gazdă), căruia îi provoacă daune, boli sau chiar moartea.
- parazitism - formă de relații între două organisme de specii diferite, în cadrul cărora un organism (parazitul) folosește celălalt organism (gazda), parțial sau în totalitate, ca mediu necesar vieții.
- partenogeneză - formă de dezvoltare a unui organism dintr-un ovul sau dintr-o oosferă nefecundate, prezentă la unele animale și plante (inferioare).
- patocenoză - totalitatea factorilor patogeni dintr-un biotop, priviți ca un sistem.
- patocliză - predispoziție de ordin morfologic sau funcțional pentru localizarea unui proces patologic cu predilecție pentru anumite organisme.
- pieliță - vezi membrană.
- plancton - totalitate a organismelor vii (vegetale și animale), care trăiesc în apele dulci sau marine, plutind pasiv sau aflându-se în stare de suspensie (constituind hrana unor pești și animale acvatice).
- populație - grup de indivizi aparținând aceleiași specii de animale sau plante care coexistă în aceeași arie geografică.
- potențial de înmulțire - capacitate a unor organisme vegetale sau animale de a fi (foarte) prolifice.
- prion -  cea mai mică particulă infectantă cunoscută, care nu este virus, ci o formă de proteină celulară care nu conține acid nucleic; provoacă encefalopatii cu evoluție lentă (cum ar fi encefalopatia spongiformă bovină).
- progenot - cea mai recentă formă de viață care, conform teoriei evoluției, poate fi considerat strămoșul tuturor organismelor actuale; altă denumire: ultimul strămoș comun universal.
- proteină membranară - clasă de proteine întâlnite la nivelul membranelor celulare.
- protoplasmă - substanță albuminoidă complexă având aspectul unei mase vâscoase, incolore, semifluide, care alcătuiește baza celulei vii.

## R
- radiație adaptativă - evoluție prin care de la o specie de bază se ajunge la o serie de forme diferite, adaptate la diverse surse de hrană sau tipuri de habitate, ceea ce cu timpul duce la apariția unor specii distincte (sinonim: evoluție divergentă).
- rasă - populație sau  un grup de populații în cadrul unei specii de bacterii, de protiste, de fungi (ciuperci) de plante sau animale, caracterizate prin însușiri comune de ordin biochimic, fiziologic, morfologic, ecologic, fixate ereditar.
- reactivitate - proprietate a unui organism de a răspunde într-un mod determinat la excitanții mediului.
- reacție - fenomen nemijlocit prin care materia vie răspunde acțiunii unui excitant (venit din interior sau din afară).
- reacție antigen-anticorp - reacție dintre anticorpii din serul imun și antigeni; are mai multe aplicații practice în biologie și în medicină.
- recoltare - prelevare de probe din produsele provenite de la bolnavi și de la purtători de germen (sânge, urină, materii fecale etc.), de la cadavre, din diferite medii (sol, apă, alimente etc.), în vederea examenului microbiologic al acestora.
- regresiune - revenirea unei specii sau chiar a unui organ la specia și la tipul anatomic anterior.
- reproducere - fenomen biologic fundamental al cărui rezultat este nașterea dintr-un organ specializat al părintelui (sau părinților) a unui urmaș asemănător.

- reproducere asexuată - înmulțire prin spori sau prin diviziune, fără fecundație.
- reproducere sexuată - tip de reproducere ce implică fuzionarea a două celule reproducătoare (gameți), una provenind de la mamă și cealaltă de la tată, în cadrul procesului de fecundație și prin care rezultă o celulă-ou (zigot) din care se va dezvolta un nou individ.

- reticulo-histocitar, sistem ~ - sistem de celule de proveniență mezenchimală, răspândit în tot organismul; este constituit din celule reticulare și endoteliale, de asemenea din fibre argentofile și din celule mobilizabile, numite histiocite, care sunt situate în țesutul conjunctiv.
- ribozom - fiecare din acele particule prezente în toate celulele organismelor, compuse din ARN ribozomal și proteine, care joacă un rol fundamental în sinteza proteinelor.
- Rickettsia - microorganism care face trecerea de la bacterii la virusuri, având caractere comune ambelor grupe.
- rubivirus - gen de virus care cauzează rubeola.

## S
- salmonella - gen de bacterii în formă de bastonaș, nesporulate, mobile (ciliate), gram-negative, care provoacă febra tifoidă, paratifozele, gastroenteritele paratifice la om, precum și paratifosul purceilor, tifoza și diareea albă a păsărilor.
- saprofit - organism vegetal sau microorganism care își procură hrana din substanțe organice în descompunere.
- sarcină - denumire generală dată bacteriilor sferice Gram pozitive care formează grupuri, în general de câte opt celule, rezultate din înmulțirea acestora în trei direcții perpendiculare; sunt saprofite și trăiesc în sol, mâl, gunoi, dar și în aer.
- sarcoplásmă - parte din citoplasma celulei sau a fibrei musculare nediferențiată în miofibrile; are structură granulară și rol nutritiv sau trofic.
- sciziparitate - vezi amitoză.
- scotocromogeni - categorie eterogenă de micobacterii atipice care se pigmentează la întuneric.
- secreție - procesul prin care o celulă sintetizează, împachetează și eliberează anumite molecule în mediul extracelular, care pot avea roluri esențiale în comunicarea celulară, imunitate, digestie, protecție și alte funcții biologice.
- secțiune - rang de clasificare taxonomică.
- segmentare - diviziune a celulei-ou sau a zigotului în celule din ce în ce mai mici, care se asociază între ele și formează foițele embrionare; procesul reprezintă începutul dezvoltării embrionare.
- selecție - procesul de supraviețuire a indivizilor cu însușirile cele mai apte în lupta pentru existență.
- senescență celulară - proces biologic prin care celulele pierd capacitatea de a se divide și de a se prolifera, devenind astfel inactive din punct de vedere replicativ⁠(d).
- sensibilitate

- facultate a organismelor vii de a simți, de a percepe prin simțuri tot ceea ce vine din exterior; simțire
- predispoziție a organismelor la diferite boli.
- serologie - ramură a imunologiei care studiază serul sanguin, în special în ceea ce privește răspunsurile imune și aceasta prin analiza anticorpilor și antigenelor prezente în ser pentru a detecta infecții, boli autoimune, alergii sau alte afecțiuni.
- simbio(n)t - fiecare dintre organismele care trăiesc în simbioză.
- sincíțiu - tip de țesut în care celulele nu sunt separate unele de altele, ci formează o masă protoplasmatică bogată în nuclee; se găsește în special la embrion (căptușește vilozitățile coriale) și, la adult, în mușchiul cardiac.
- soi - grup de plante sau de animale care aparțin aceleiași specii ori varietăți, cu anumite însușiri morfologice sau fiziologice ereditare comune.
- specimen - vezi exemplar.
- spermatogeneză - proces de formare și maturare a gameților masculi din spermatogonii.
- spiril - denumire generală pentru bacteriile în formă spiralată, lungi și groase, mobile (ciliate).
- spirochet - microorganism în formă de filament subțire, spiralat, mobil și care nu formează spori.
- spor - germen microscopic la organismelor vegetale și al protozoarelor sporozoare, care servește la înmulțire, răspândire și pentru supraviețuire în condiții nefavorabile.
- stafilocóc - (Staphylococcus) gen de bacterii sferice, izolate sau grupate în grămezi sau în ciorchini, nesporulate, neciliate, Gram pozitive, patogene pentru om și animale.
- stereocite - celule cu pereții îngroșați, constituind stereomul.
- stereoplasmă - partea solidă a protoplasmei celulare.
- sterilitate - stare caracterizată prin absența germenilor microbieni; sterilitatea unei soluții injectabile reprezintă o condiție esențială în terapeutică.
- sterilitate (fiziologie) - incapacitate a unui organism de a procrea, de a se reproduce.
- sterilizare - procedeu prin care sunt anihilate microorganismele prezente la suprafața sau interiorul unui obiect sau fluid.
- streptocóc - gen de bacterii Gram pozitive sferice sau ovale, grupate în lanțuri; nu au spori și nici cili (nu sunt mobile).
- structură - mod de așezare a părților corpului animal sau vegetal ori ale țesuturilor.
- subcelular - care este mai mic decât celula; care intră în componența acesteia.
- subgen - rang taxonomic situat direct sub gen.
- subspecie - grup de populații care prezintă unele caracteristici morfologice (minore) diferite de cele tipice pentru specia din care fac parte, dar nu justifică încadrarea lor ca specie de sine stătătoare.
- sui generis - expresie care se referă la specii care nu se încadrează într-un gen care include alte specii.
- supraclasă - categorie sistematică (taxonomică) superioară clasei și inferioară încrengăturii.

## T
- tahigeneză - dezvoltare accelerată în filogeneză.
- tac(h)iauxeză - dezvoltare mai rapidă a unui organ față de altul similar.
- teoria celulară - teorie formulată în secolul al XIX-lea de către T. Schwann, M. Schleiden și R. Virchow, conform căreia celula reprezintă elementul fundamental al organizării interne a plantelor și animalelor.
- teoria generației spontane - vezi generație spontanee.
- termobiologie - disciplină care se ocupă cu studierea efectelor temperaturii asupra organismelor vii.
- termofil - (despre plante, microorganisme) care poate trăi la temperaturi ridicate.
- termostenoterme - organisme adaptate la anumite temperaturi ridicate.
- termotaxie - mișcare de locomoție a microorganismelor în direcția temperaturii optime.
- termfilie -  preferință a unor organisme pentru temperaturi ridicate.
- tonicitate - măsură a diferenței de concentrație a substanțelor dizolvate între două medii, cum ar fi un mediu extern și un mediu intern într-o celulă, diferență care poate determina direcția în care apa va migra prin osmoză.
- tripton - vezi abioseston.
- tub - canal natural care intră în componența unor aparate sau organe animale și vegetale și prin care circulă hrană, aer etc.

## Ț
- țesut infiltrat - țesut în care s-au acumulat elemente celulare pentru a combate un agent patogen (microbian).

## U
- ultimul strămoș comun universal - vezi progenot.
- unicelular - vezi monocelular.

## V
- varietate - individ (sau grup de indivizi) care se diferențiază în cadrul unei specii prin unele particularități morfologice; categorie sistematică inferioară speciei.
- vector biologic - animal (mai ales un artropod) care transmite un agent patogen de la o gazdă a agentului patogen respectiv la o altă gazdă (sau organism) receptiv pe care o infectează; vezi și vehicul.
- vehicul - mijloc de propagare în natură a microorganismelor (vezi și vector biologic).
- virion - stare intermediară, între biotic și abiotic, a unui virus, corespunzând stadiului de multiplicare a acestuia, în care toți constituenții se află asamblați.
- vitelin - care aparține vitellusului, privitor la vitellus, care conține vitellus.
- vitellus - nume dat citoplasmei oului, care prin dezvoltare devine embrion.
- vorticela - protozoar ciliat de apă dulce, fixat pe pietre sau pe plante dintr-un peduncul retractil.

## Z
- zero ecologic - temperatura cea mai scăzută la care un organism mai poate să-și îndeplinească funcțiile sale vitale în mod normal; diferă de la o specie la alta.